# 히가시우라정 (효고현)
히가시우라정(東浦町)은 효고현 쓰나군에 있던 정이다.

## 역사
- 1961년 6월 19일 - 쓰나군 아와지정의 일부가 분립해 성립하였다.
- 1966년 3월 30일 - 국도 제28호선 전선이 개통되었다.
- 1968년 7월 29일 - 오이소에서 스마구까지 페리보트가 취항.
- 1970년 4월 1일 - 가마구치 출장소 폐지.
- 1981년 5월 11일 - 정 주민 헌장 제정.
- 1981년 6월 7일 - 히가시우라정 예능제가 첫 개최.
- 1986년 6월 7일 - 효고현립 스모토실업고등학교 히가시우라교가 오이소로 이전.
- 1994년 10월 13일 - 고베 아와지 나루토 자동차도 히가시우라 나들목이 기공.
- 1998년 4월 4일 - 효고현립 아와지 꽃사지키가 개원.
- 1998년 4월 5일 - 고베아와지 나루토 자동차도가 완성. 아와지 페리보트가 폐지.
- 2005년 4월 1일 -  아와지정, 호쿠단정, 이치노미야정, 쓰나정과 합병해 아와지시가 성립, 동일 히가시우라정은 폐지되었다.

## 교통

### 도로
- 국도 제28호선
- 고베 아와지 나루토 자동차도
- 고베현도 제71호선
- 고베현도 제157호선
- 고베현도 제460호선